# Kamesha Hairston
Kamesha Hairston (Toledo, 18 agosto 1985) è un'ex cestista statunitense, professionista nella WNBA.

## Carriera
È stata selezionata dalle Connecticut Sun al primo giro del Draft WNBA 2007 (12ª scelta assoluta).